# Juha Tiainen
Juha Pekka Antero Tiainen (5. prosince 1955 – 28. dubna 2003 (ve věku 47 let) byl finský atlet specializující se na hod kladivem, olympijský vítěz.
Svého největšího úspěchu dosáhl na olympiádě v Los Angeles. Při neúčasti závodníků ze socialistických zemí, jejich státy tyto hry bojkotovaly, zvítězil v soutěži kladivářů výkonem 78,08 m. Při jiných mezinárodních soutěžích se mu nepodařilo postoupit mezi nejlepších osm závodníků. Šestkrát se stal mistrem Finska v hodu kladivem, jeho osobní rekord 81,52 m pochází z roku 1984.